# Carolina Losada
Carolina Losada (Rosario, 16 de diciembre de 1974) es una política y periodista argentina. Es conocida por haber sido la presentadora del noticiero América Noticias y Te cuento al mediodía, y por desempeñarse como panelista en los programas periodísticos Intratables y Basta Baby. Tras haber ganado las elecciones legislativas en noviembre de 2021, ocupa el cargo de senadora nacional por el radicalismo en representación de la provincia de Santa Fe.

## Carrera profesional
Losada nació y se crio en la ciudad de Rosario, provincia de Santa Fe, donde asistió al colegio alemán Goethe, luego de finalizarlo comenzó a estudiar la carrera de Economía y Administración de Empresas en la Universidad Nacional de Rosario, pero abandonó ambas carreras A los 20 años, se trasladó con su familia a Mendoza, donde trabajo enEstrictamente social emitido por Canal 7 y a su vez estudiaba la carrera de Hotelería, la que también abandonó.
A partir de su primer trabajo en televisión, Losada fue convocada en 2004 por el canal ESPN para conducir el programa Snow Time, por lo cual, debió mudarse y establecerse en Buenos Aires. En 2005, se suma a la columna de espectáculos del programa Noticiero Mediodía[cita requerida] emitido por América 24, del cual al poco tiempo se convirtió en la conductora hasta el 2010. En 2007, Carolina se sumó al panel del programa político Entrelíneas de Antonio Laje y emitido por América TV, donde se encargaba de la columna de información general, sin embargo, el programa solamente estuvo 3 meses en el aire cuando fue levantado por el rating
Tras haber finalizado su rol como conductora en su primer noticiero, América TV la convocó en 2010 para estar el frente de América Noticias junto a Guillermo Andino en la edición del mediodía, donde estuvo hasta el 2016 y en la edición del fin de semana junto a Guillermo Favale, en el cual estuvo un año. En 2011, Losada fue convocada para conducir junto a Martín Liberman la edición de la mañana del mismo noticiero. Ese mismo año, se incorporó al programa radial La cornisa conducido por Luis Majul en Radio La Red, donde se encargaba de desarrollar la columna de los temas sociales. En 2012, fue la encargada de realizar junto a Leo Montero la cobertura de los Juegos Olímpicos de Londres 2012 en un programa especial para ESPN. [cita requerida]En 2016, Carolina fue la conductora junto a Antonio Laje del noticiero estilo magazín Te cuento al mediodía, el cual luego fue reemplazado en 2018 por el programa Involucrados.
En 2017, Losada fue convocada nuevamente por Radio La Red para conducir el programa Hablemos de vos y ese mismo año condujo junto a Paula Trápani el programa periodístico Nos vemos en América 24. En 2018, Losada volvió a ser la conductora de la edición del mediodía de América Noticias, formó parte del panel del programa de espectáculos Incorrectas conducido por Moria Casán y se sumó al programa deportivo ESPN Fútbol Club emitido por ESPN. En 2019, se integró al equipo periodístico del programa político Intratables. Al mismo tiempo, Carolina se sumó al panel del programa Basta Baby presentado por Baby Etchecopar en América 24. En 2020, compartió la conducción del noticiero Vivo el domingo junto a Paulo Vilouta en América 24. En 2021, Losada fue contratada por Radio Rivadavia para conducir el ciclo Hablemos ahora.

## Carrera política
El 17 de junio de 2021, en el programa Intratables, anunció su precandidatura a senadora nacional por la Provincia de Santa Fe. Sin dar información, sorprendió su repentina decisión de ser precandidata por dicha provincia. El partido que la identifica es la Unión Cívica Radical, perteneciente a la coalición Juntos por el Cambio. El 12 de septiembre participó de las elecciones primarias como candidata a senadora por Santa Fe, junto a Dionisio Scarpín en la lista "Cambiemos con Ganas", obteniendo un total de 205.814 votos (30,65%) y resultando primera entre las demás listas de Juntos por el Cambio. El 14 de noviembre formó parte de las elecciones legislativas y resultó senadora electa por la Provincia de Santa Fe con un total de 738.568 votos (40,41%), superando a la lista del Frente de Todos. El 10 de diciembre asumió como senadora y pasó a ocupar el cargo de vicepresidente del Senado de la Nación, precedido desde 2019 por el senador Martín Lousteau. El 17 de marzo de 2021 asumió la Presidencia provisional del Senado, por ausencia de la Presidente, por primera vez, durante la votación por el presupuesto de la deuda del FMI.
Anunció su precandidatura a la gobernación de Santa Fe, acompañada por el diputado nacional Federico Angelini como vicegobernador. Salió segunda con un total de 325.688 votos (34,20%) después de Maximiliano Pullaro con 491.703 votos (51,63%) y antes de Mónica Fein que sacó 135.050 (14,18%). 
El 13 de diciembre de 2023 juró como vicepresidente primera del Senado.

## Filmografía

### Televisión
| Año                  | Título                           | Rol        | Notas                 |
| -------------------- | -------------------------------- | ---------- | --------------------- |
| 2003-2004            | Estrictamente social             | Conductora |                       |
| 2004-2021            | Snow Time                        | Conductora |                       |
| 2005-2010            | Noticiero Mediodía               | Conductora |                       |
| 2007                 | Entrelíneas                      | Panelista  |                       |
| 2010                 | América Noticias                 | Conductora | Edición fin de semana |
| 2010-2016, 2018-2019 | América Noticias                 | Conductora | Edición mediodía      |
| 2011                 | América Noticias                 | Conductora | Edición matutina      |
| 2012                 | Juegos Olímpicos de Londres 2012 | Conductora |                       |
| 2016-2018            | Te cuento al mediodía            | Conductora |                       |
| 2017                 | Nos vemos                        | Conductora |                       |
| 2018-2019            | Incorrectas                      | Panelista  |                       |
| 2018                 | ESPN fútbol club                 | Panelista  |                       |
| 2019-2021            | Intratables                      | Panelista  |                       |
| 2019-2021            | Basta Baby                       | Panelista  |                       |
| 2020                 | Vivo el domingo                  | Conductora |                       |

### Videos musicales
| Año  | Video                           | Papel     | Artista     |
| ---- | ------------------------------- | --------- | ----------- |
| 1996 | «Cómo es posible que a mi lado» | Bailarina | Luis Miguel |

## Radio
| Año       | Título          | Rol        | Emisora         |
| --------- | --------------- | ---------- | --------------- |
| 2011-2016 | La cornisa      | Columnista | Radio La Red    |
| 2017-2020 | Hablemos de vos | Conductora | Radio La Red    |
| 2021      | Hablemos ahora  | Conductora | Radio Rivadavia |

## Nominaciones
| Año  | Organización                     | Categoría                              | Trabajo          | Resultado | Ref(s) |
| ---- | -------------------------------- | -------------------------------------- | ---------------- | --------- | ------ |
| 2019 | Premios Martín Fierro de la Moda | Mejor Estilo – Conductora de Noticiero | América Noticias | Nominada  | [ 13 ] |